# 大印镇
大印镇，是中华人民共和国四川省绵阳市平武县曾经下辖的一个镇。2019年12月，撤销大印镇，将其所属行政区域划归锁江羌族乡管辖。

## 行政区划
大印镇撤销前下辖以下地区：
大印场镇社区、黄坪村、白耳村、前提村、双河村、铧咀村、金印村、宫慈村、皇庙村、高坪村、立堡村、窝托村和三丰村。